# Iran Air
 (février 2016).
Pour les articles homonymes, voir IRA.
persan : هواپیمايی جمهوری اسلامی ایران
Havapeyma'i-ye Jomhuri-ye Eslāmi-ye Irān
Our Mission Is Your Safety
Iran Air (en persan : ایران ایر) (code AITA : IR ; code OACI : IRA) est la compagnie aérienne nationale de la république islamique d'Iran,.

## Histoire

### Les débuts: l'Iranian Airways
L'Iranian Airways est fondée en décembre 1944 par un groupe d'investisseurs privés dont les deux membres les plus actifs furent Reza Afshar et Gholam Hossein Ebtehaj. En mars 1945, la compagnie achète ses trois premiers avions: les mythiques Douglas DC-3. Il en achètera encore par la suite jusqu'en posséder une vingtaine au total.
Pour des raisons économiques, il effectue son premier vol entre Téhéran et Mashhad (nord-est de l'Iran). Cela étant dû au fait que la demande pour visiter le mausolée de l'imam Reza est toujours forte quelle que soit la saison.
Pour des raisons touristiques, les premières destinations internationales proposés sont Baghdad et Le Caire.
Le premier vol international vers Paris se fait via Beyrouth et Athènes. La compagnie ouvrira d'ailleurs sa première agence à l'étranger à Paris en avril 1947. À cette époque, la compagnie compte 400 employés.
À cette époque seule Iran Air commence son activité en tant que compagnie privée jusqu'en août 1961, date à laquelle elle fusionne avec une autre compagnie privée, Pars Airways, pour former la United Iranian Airlines. La compagnie compte alors 700 employés.

### Création d'Iran Air et âge d'or: 1962-1979

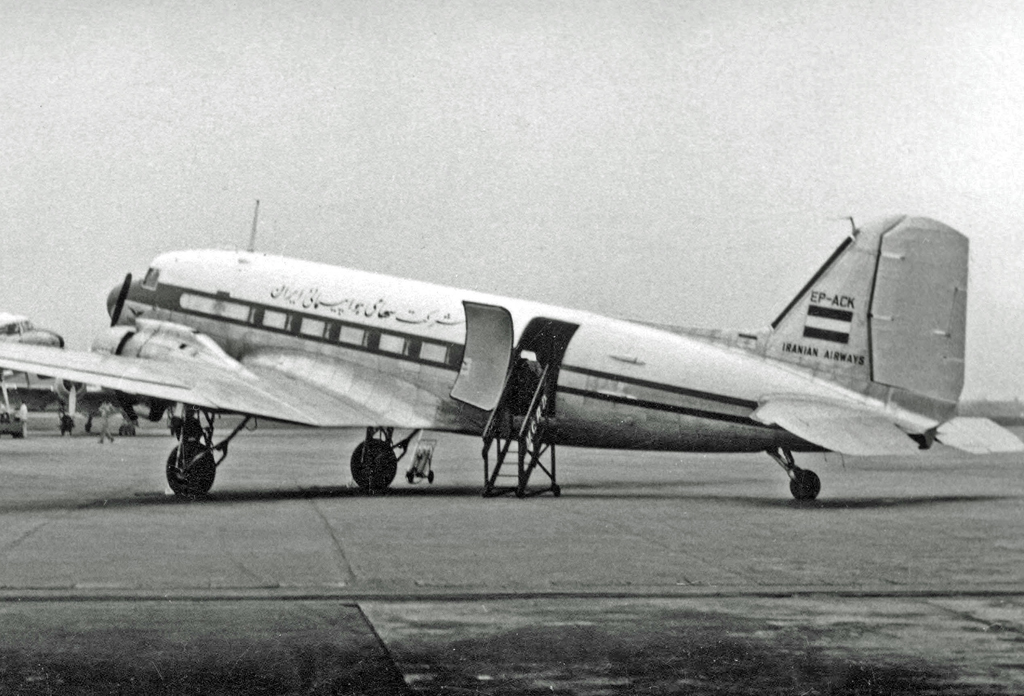
Douglas DC-3 en 1954

Seulement trois crashs eurent lieu en 1951 et 1952 mais un quatrième crash le 25 décembre 1952 fit 27 morts sur les 29 passagers et membres d'équipage présents. Ces crashs furent la cause de la nationalisation, par le gouvernement, du transport aérien iranien le 24 février 1962. Cela ayant pour but de créer un transporteur aérien international crédible. La nouvelle compagnie s'appelle l'Iran National Airline Corporation (Compagnie Aérienne Nationale d'Iran), en persan 'Havapeimai Melli Iran' ou son acronyme HOMA. Elle est connue internationalement en tant que Iran Air. La nouvelle société acquiert tous les avions de la United Iranian Airlines en achetant toutes les parts de celle-ci.
La compagnie a pour emblème l'oiseau mythique iranien Homa.
Son premier président fut le Major Général Ali Mohammad Khademi. Il le resta pendant 17 ans jusqu'à la révolution. Il développa considérablement la compagnie et en fit l'une des plus rentables du monde.
Les avions utilisés à l'époque sont le Avro York, Douglas DC-3, Douglas DC-6 et le Vickers Viscount. Le transporteur deviendra un membre à part entière de l'IATA en 1964.

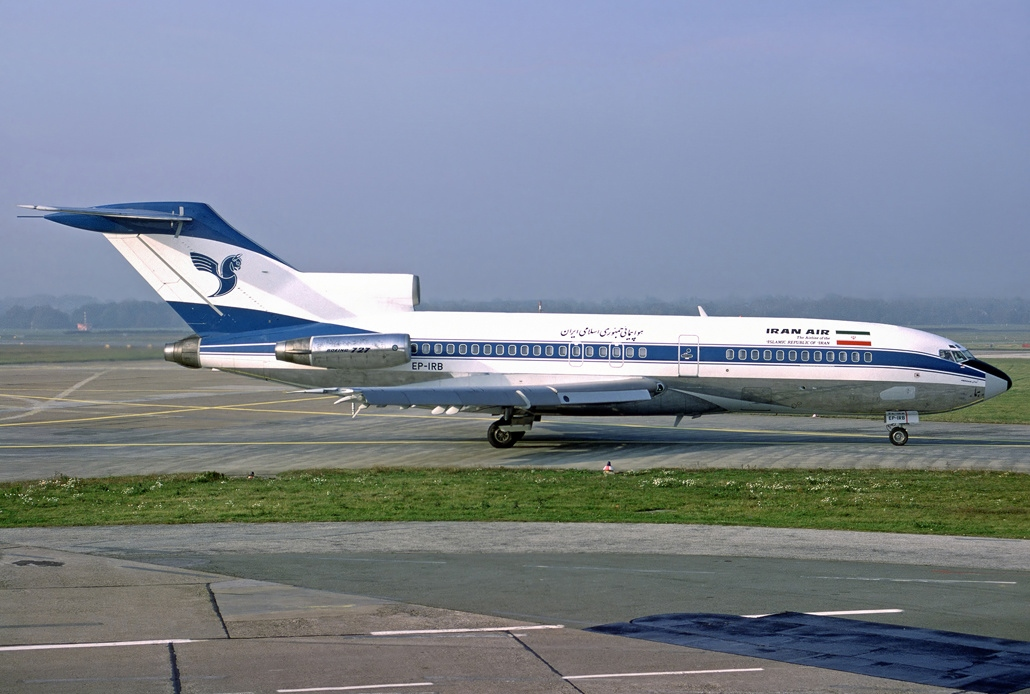
Boeing 727-86 d'Iran Air

En 1965, Iran Air prend livraison de son premier jet, le Boeing 727-100, suivi par le Boeing 737-200 en 1971, puis le Boeing 727-200 en 1974, et trois variantes du Boeing 747s (747-100, -200 et SP) à partir de 1975. Au milieu des années 1970, Iran Air dessert plusieurs villes clefs en Europe avec des vols directs ou avec une escale (il y avait plus de 30 vols en semaine pour Londres seulement).
Le 8 octobre 1972, Iran Air place un ordre d'achat avec la British Aircraft Corporation pour deux Concordes plus une option. Cet ordre fut annulé en avril 1980 dans le sillage de la Révolution iranienne, faisant d'Iran Air la dernière compagnie à annuler ces achats de Concorde.
| - Boeing 747SP-86 d'Iran Air en 1992 - Boeing 707-321C d'Iran Air en 1978 |

Le 29 mai 1975, la route Téhéran-Londres-New York fut inaugurée avec le Boeing 707s, suivi par les Boeing 747 et 747SP utilisés ensuite. En 1978, la compagnie acquiert six avions Airbus A300B2k pour ses lignes intérieures et régionales principales. À la fin de cette année, Iran Air dessert trente trois destinations internationales s'étalant de New York à Pékin et Tokyo. Des plans furent faits à cette époque pour offrir des vols directs pour Los Angeles et Sydney, pour lequel le Boeing long courrier 747SP était idéalement approprié. Cela aurait permis à Iran Air d'utiliser Téhéran comme point de liaison entre l'Est et l'Ouest à cause de son positionnement géographique favorable. Ce plan ne fut cependant jamais réalisé.
À la fin de 1970, Iran Air était la compagnie aérienne à croissance la plus rapide du monde et l'une des plus profitables. En 1976, Iran Air était classé second derrière Qantas en tant que compagnie la plus sûre du monde, n'ayant pas eu d'accident pendant dix années de suite.

### Après la Révolution Islamique

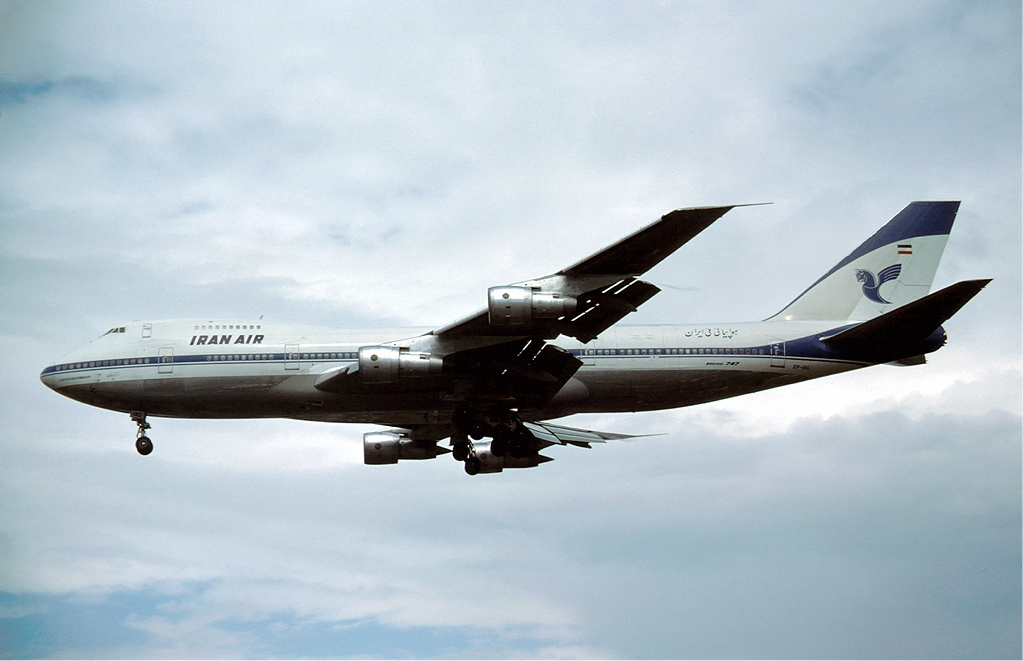
Boeing 747 à Heathrow en 1979.

Quelques mois après l'instauration de la république islamique en 1979, le nom de la compagnie devient Compagnie Aérienne de la république islamique d'Iran. Iran Air a commencé à réorganiser ses opérations internationales à partir du 26 février 1979, en réduisant le service vers les destinations étrangères. Téhéran a été retenue comme la seule porte d'entrée officielle en Iran, alors que Chiraz pourrait être utilisée comme un remplaçant seulement en cas de nécessité. Les autres villes d'Iran ont toutes perdu leur aéroport international au profit du national.
Le dernier départ de Téhéran à New York a eu lieu le 7 novembre 1979. Il a été dérouté à la dernière minute à l'aéroport de Montréal à cause d'un embargo subitement imposé par le gouvernement américain. Par la suite, le Boeing 747 a été utilisé sur les routes européennes et asiatiques. L'acronyme ne correspond plus au nouveau nom mais le logo et le surnom Homa sont néanmoins conservés.
Le 21 janvier 1980, le vol Iran Air 727-86 s'écrase près de Téhéran. À cause de conditions météo exécrables (tempête de neige) l'avion a heurté le relief lors de son approche. Les huit membres d'équipage et 120 passagers ont trouvé la mort dans l'accident.
| - Airbus A300B2-203 d'Iran Air - Fokker 100 d'Iran Air |

En 1980, le premier des six nouveaux Airbus A300-B2K rejoint la flotte.
Après le début de la guerre Iran-Irak en septembre 1980, les vols intérieurs et internationaux Iran Air sont sujets à annulation ou à retard à cause de la situation militaire. Cela continua jusqu'en août 1988, quand le cessez-le-feu prit effet. Depuis le début de la guerre, Abadan a perdu ses liaisons aériennes à cause de la fermeture de son aéroport.
En 1980, Iran Air transporte 1,7 million de passagers. En 1990, le premier de six jets Fokker 100 rejoint la compagnie.
Le 3 juillet 1988, le vol Iran Air 655 est abattu par un missile tiré du navire naval américain U.S.S. Vincennes. Les 16 membres de l'équipage et 274 passagers sont tués.

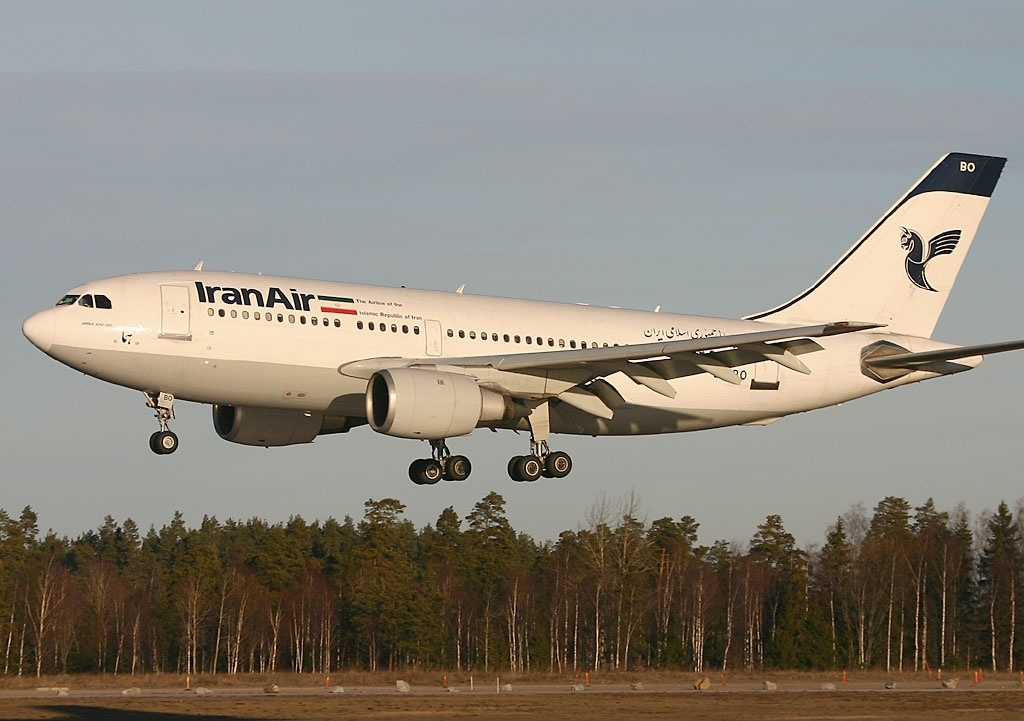
Airbus A310-203 d'Iran Air

En 2001, la compagnie achète six avions d'occasion Airbus A310 (cinq de la série -200 et un de la série -300) depuis que les autorités américaines bloquent l'achat planifié de nouvelles unités de l'Airbus A330. En 2005, le transporteur achète deux Airbus A300-600 à l'Olympic Airlines. Dans le sillage de la tension grandissante entre les États-Unis et le gouvernement iranien à propos du programme nucléaire iranien, les plans de fourniture de pièces de rechange de Boeing ou d'avions pour renouveler la flotte âgée d'Iran Air est bloquée par les États-Unis et certains membres de l'Union Européenne. Cependant un nouvel arrangement entre l'Iran et les États-Unis à la fin 2006 a changé cette situation et permet une révision de la flotte d'Iran Air.
Le 9 janvier 2011, le vol Iran Air 727-200, un vol intérieur régulier de Téhéran à Urmia, en Iran, s'écrase près de l'aéroport d'Urmia. Les 12 membres d'équipage et 65 des 93 passagers sont tués. Ce crash est l'un des sept crashs répertoriés pour la compagnie iranienne depuis 1980.
Le 28 janvier 2016, grâce à la levée des sanctions internationales, l'Iran a commandé 118 Airbus dont 12 A380 et 16 A350 lors d'une visite en France du Président iranien Hassan Rohani,.
La compagnie aérienne est entièrement possédée par le gouvernement iranien et emploie 7 500 employés. Iran Air continue à opérer vers plusieurs destinations autour du monde incluant deux vols journaliers vers plusieurs destinations et continue à être une compagnie à croissance rapide.
En 2017, le P-DG de la compagnie est Farhad Parvaresh avant d'être remplacée par Farzaneh Sharafbafi. En 2019, lui succède Touraj Zanganeh, puis, en août 2020, Alireza Borkhor (fa).

## Les filiales d'Iran Air

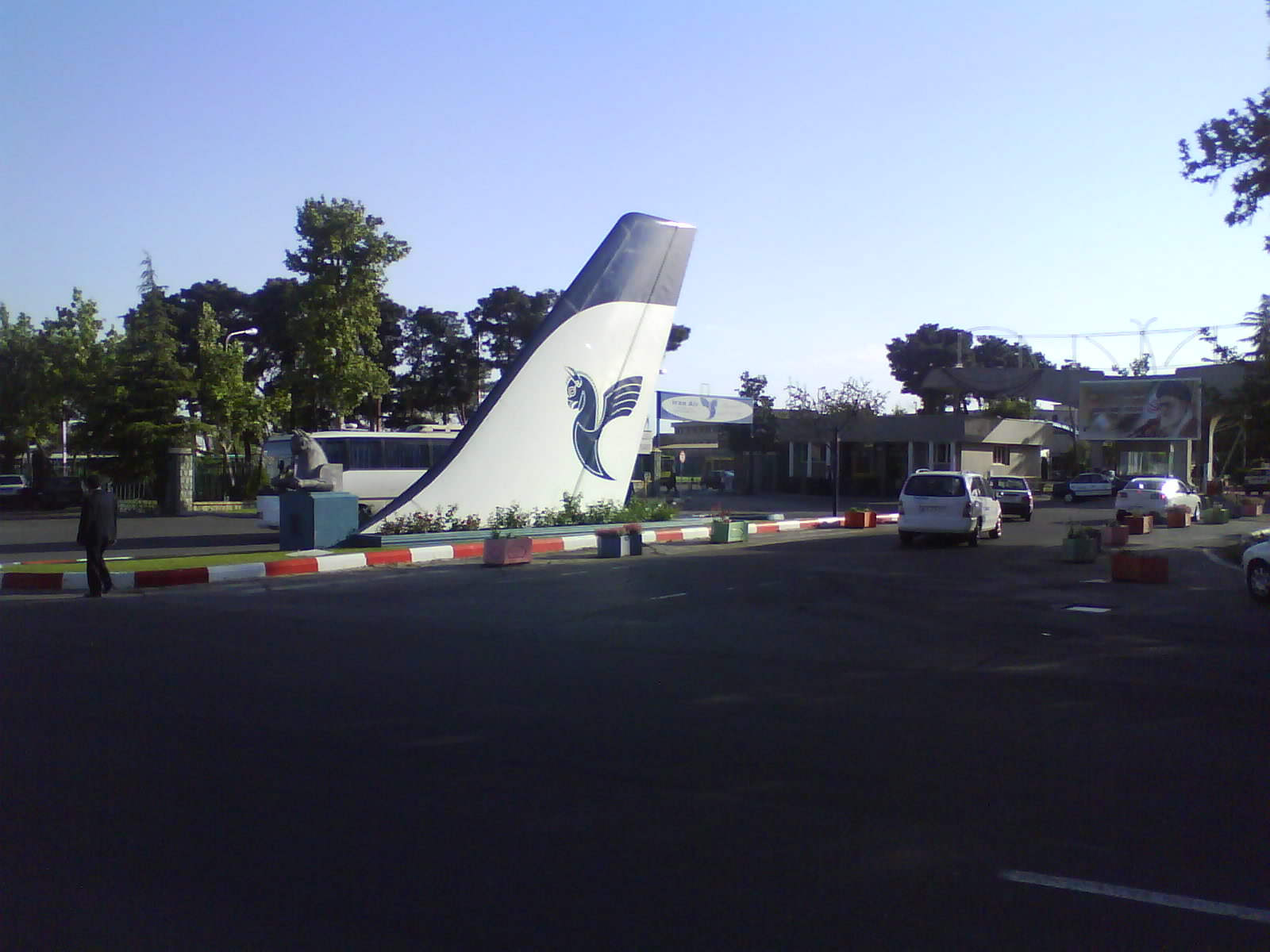
Siège social d'Iran Air.

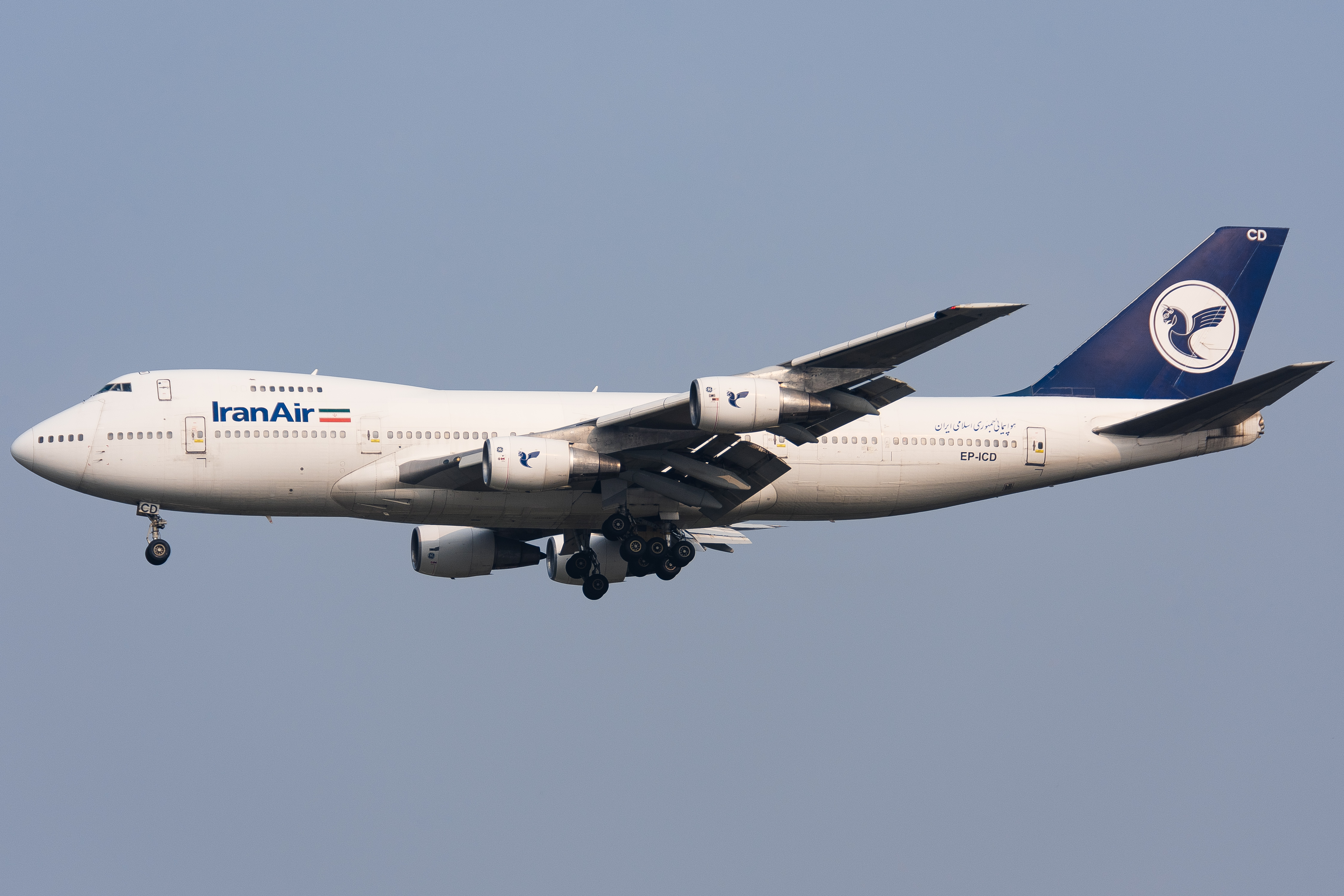
Boeing 747-200C d'Iran Air.

### Iran Air Cargo
Iran Air Cargo est la filiale de marchandises de la compagnie aérienne. Deux Airbus sont achetés en mai 2008 pour reprendre l'activité cargo qui avait été suspendue après l'arrêt de l'unique avion cargo, un 747-200F.

### Iran Air Tour
Iran Air Tour est une compagnie aérienne à bas prix (low-cost) basée à l'Aéroport international de Mashhad (MHD). Le jet Tu-154M de design soviétique est le principal appareil de la compagnie aérienne, bien qu'Iran Air Tour ait acquis un certain nombre d'Airbus et de MD-83 pour augmenter ses destinations nationales.

### Homa Hotel Group
Homa Hotel Group est une chaine d'hôtels de luxe répartis dans les plus grandes villes d'Iran.

## Destinations

### Les nouvelles destinations
En 2008, la liaison Téhéran-Bangkok est lancée, pendant que Saeed Hessami (le président de la compagnie) a dit à la télévision que Iran Air envisageait de desservir Kuala Lumpur et Sydney ; le dossier est en étude auprès du gouvernement australien.

## Partages de codes

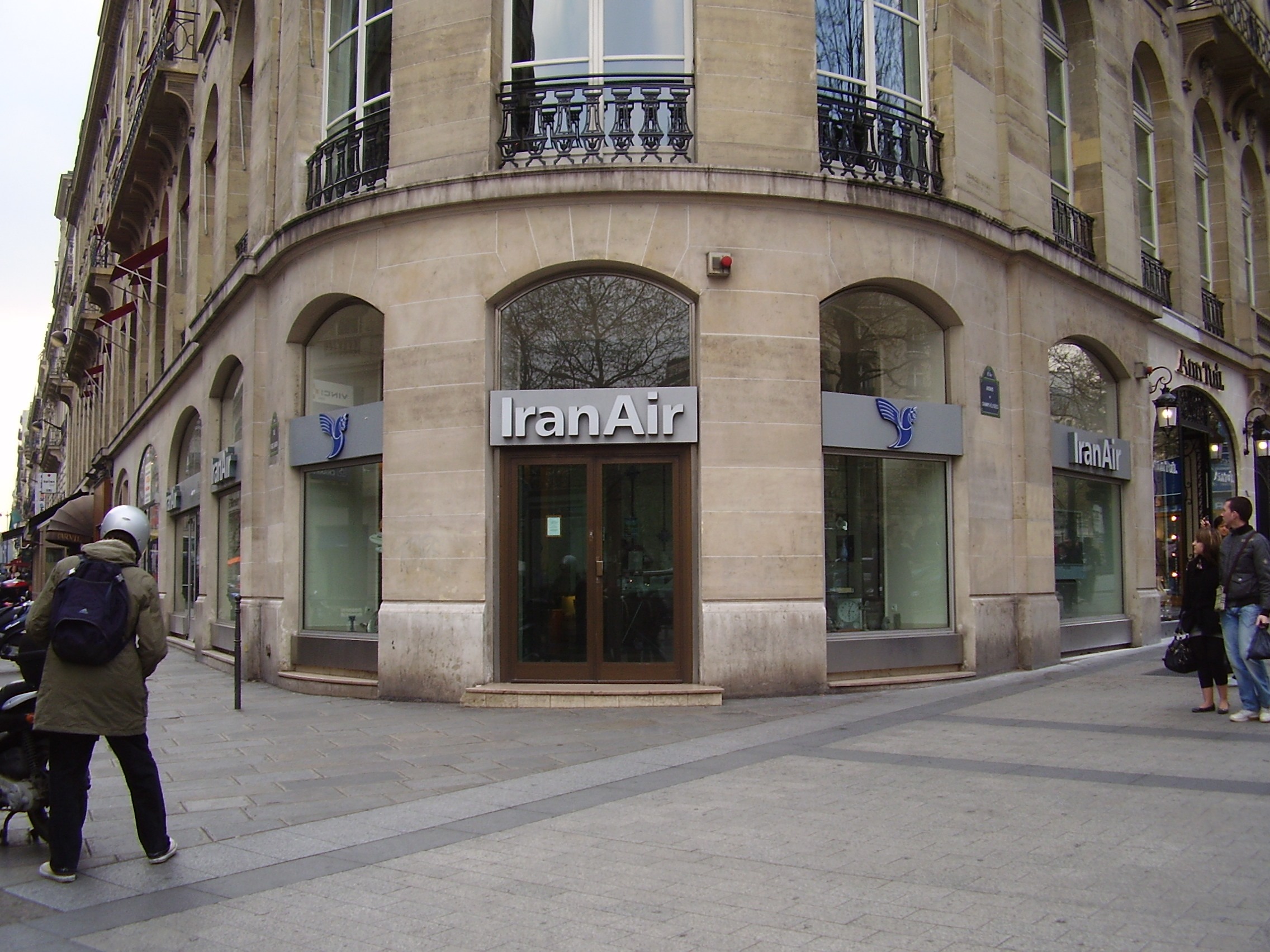
Bureau d'Iran Air au 63, avenue des Champs-Élysées, 8e arrondissement, Paris.

Iran Air a des partages de codes (partage de ligne et d'appareils) avec les compagnies suivantes :
- Aeroflot,
- Austrian Airlines,
- Azerbaijan Airlines,
- Lufthansa,
- Turkish Airlines.

## Flotte

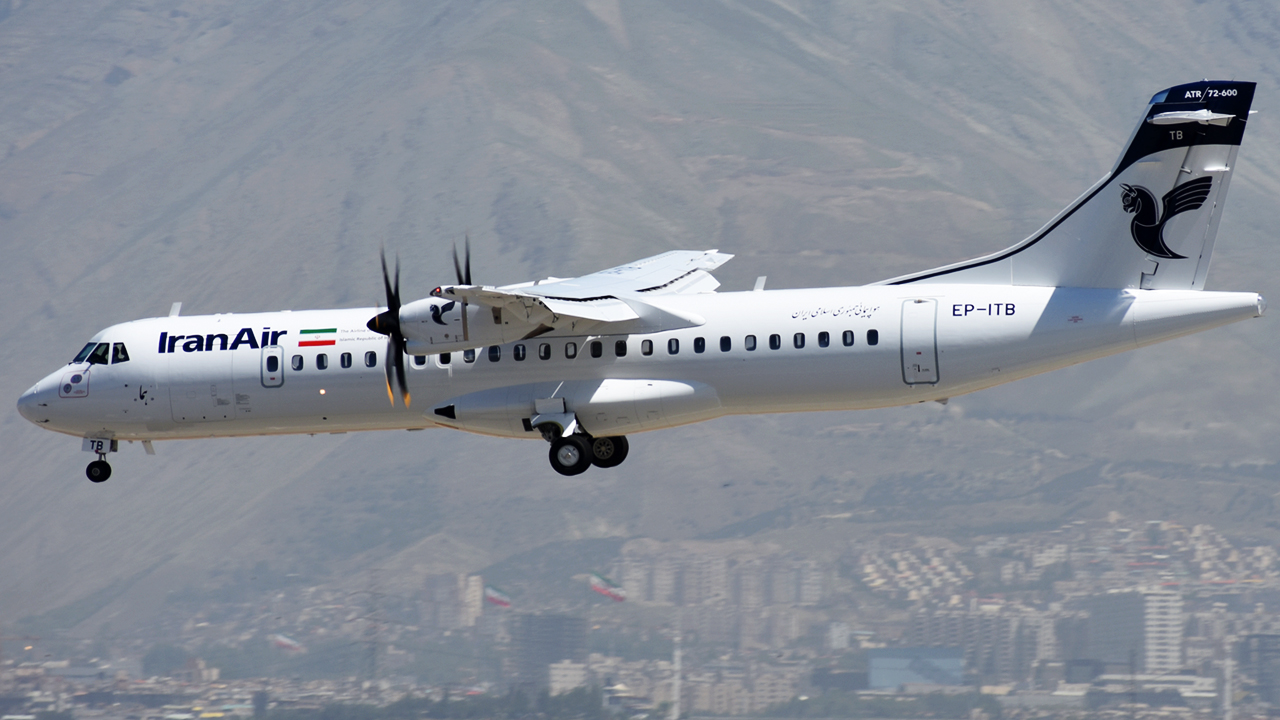
ATR 72-600 d'Iran Air, (EP-ITB).

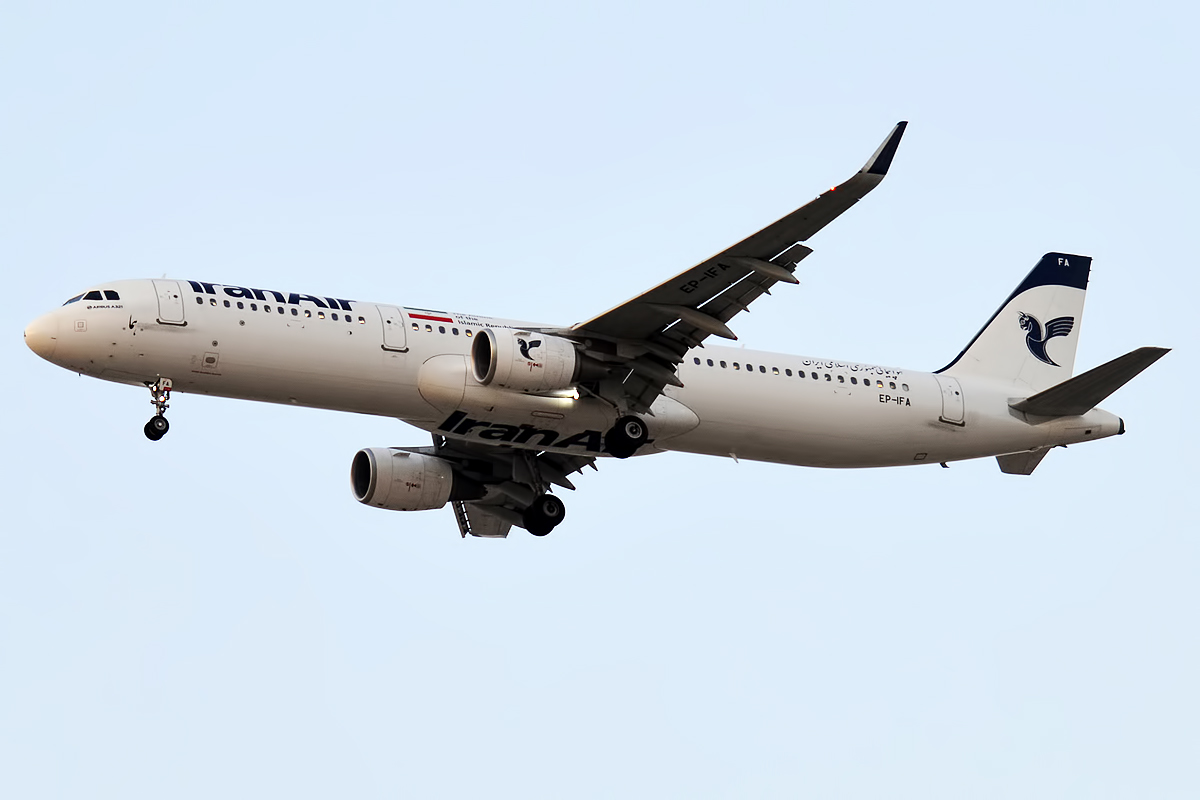
Airbus A321-211 d'Iran Air, (EP-IFA).

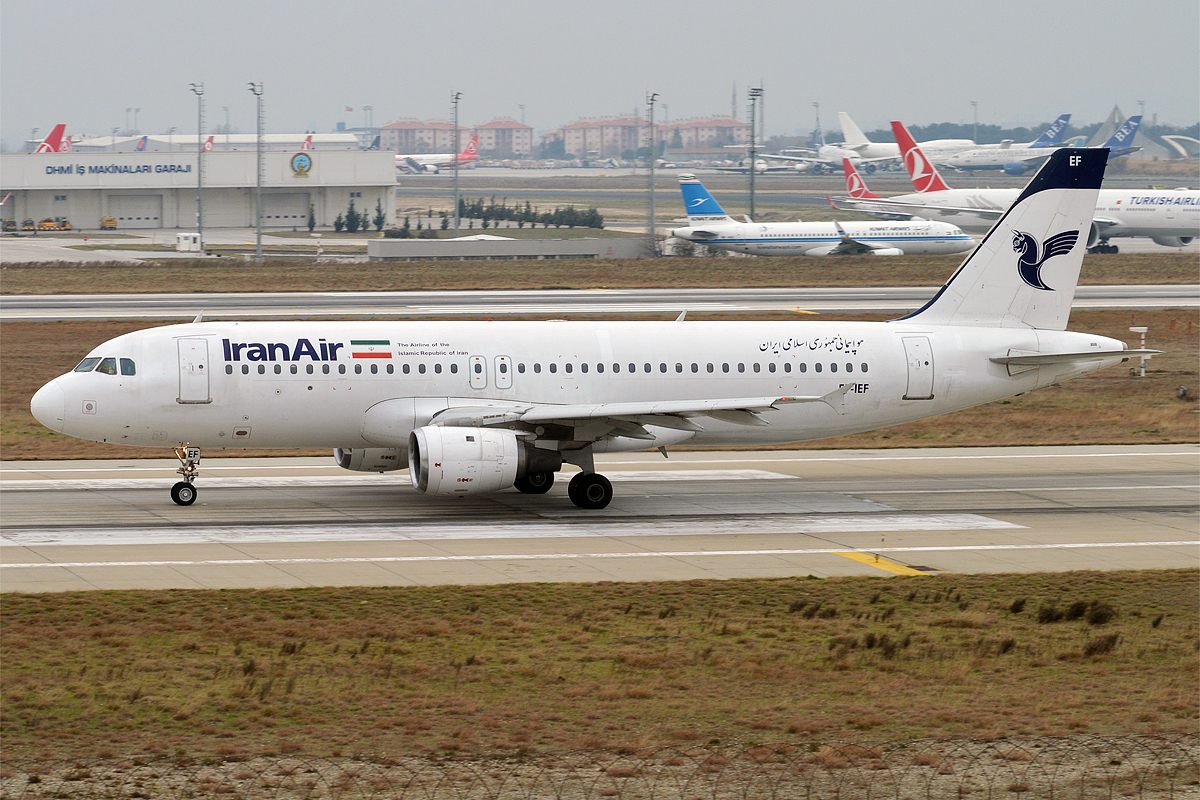
Airbus A320-211 d'Iran Air, (EP-IEF).

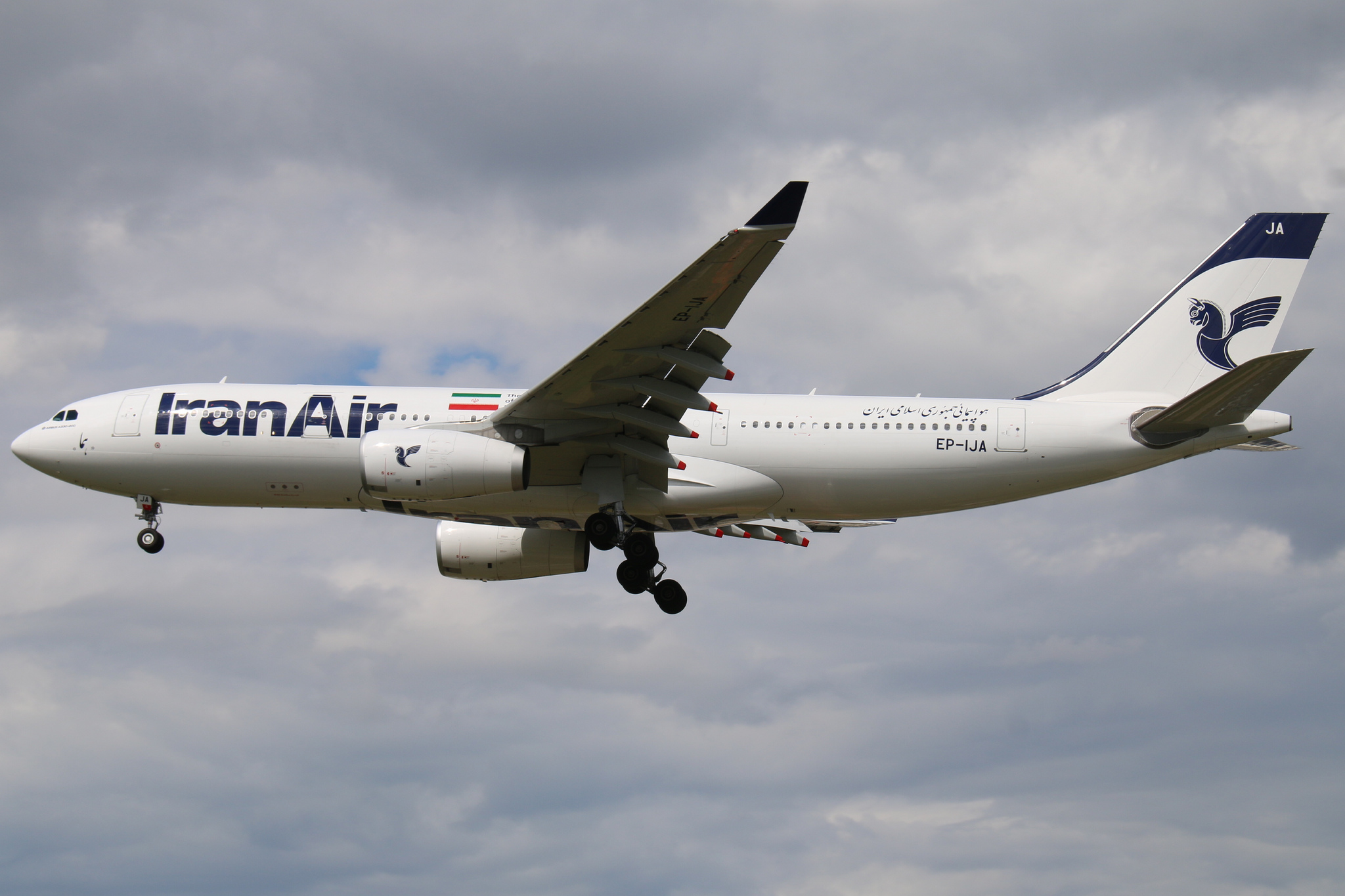
Airbus A330-200 d'Iran Air (EP-IJB).

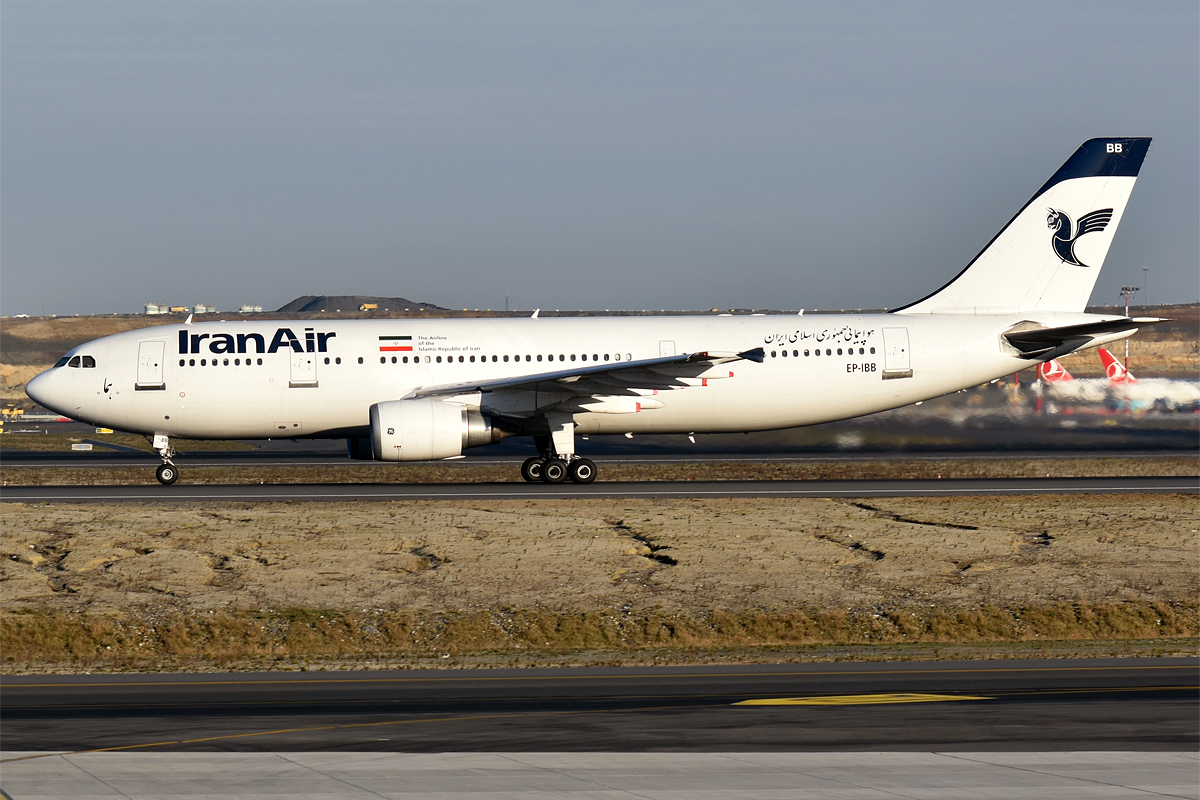
Airbus A300-600 d'Iran Air (EP-IBB).

En avril 2023, les appareils suivants sont en service au sein de la flotte d'Iran Air,:

### Âge moyen
L'âge moyen de la flotte de Iran Air est de 18 ans (2019). Iran Air souhaiterait moderniser sa flotte mais elle est empêchée par les sanctions imposées par le gouvernement des États-Unis. Les compagnies aériennes iraniennes souhaitant acheter un avion fabriqué aux États-Unis peuvent seulement acquérir les avions d'au moins 7 ans auprès d'un tiers plutôt que directement de Boeing. La quantité de parties fabriquées aux États-Unis contenues sur les avions d'Airbus implique qu'il n'est pas non plus possible pour Iran Air d'acheter des Airbus. La compagnie aérienne se dirige donc en 2019 vers des avions de seconde main. C’est ainsi qu’elle a acquis 3 Airbus A319 appartenant à la compagnie russe Rossiya Airlines.

### Modernisation
Après les menaces de l'UE et même avant, Iran Air (et sa filiale charter Iran Air Tour) a commencé à moderniser sa flotte principalement avec les appareils russes neufs, seuls appareils qu'elle peut acheter sans restrictions. Après la commande des 18 Tupolev Tu-204 elle en a aussi commandé 5 autres pour sa filiale charter et pense même à en acheter 30 autres. Elle a ensuite commandé deux longs-courriers Ilyushin Il-96. Iran Air a aussi acheté 4 Fokker F100 (équivalent du Airbus A319 ou du Boeing 737) à la compagnie brésilienne TAM.
À la suite de la levée des sanctions internationales en janvier 2016, Iran Air entreprend la modernisation de sa flotte en commandant 118 appareils neufs à Airbus. Une centaine d'appareils Boeing pourrait également être acquis.
Avant que les sanctions des États-Unis contre l’Iran prennent effet le 6 août 2018, Airbus avait déjà livré deux A330-200 (32 places en classe Affaires, 206 en Economie) et un A321 (12+182), sur les cent Airbus commandés la veille de Noël 2016 : 38 appareils de la famille A330 (dont des A330-900neo), 46 appareils de la famille A320, et seize A350XWB.

## Accidents
Malgré ses anciens appareils, Iran Air n'a eu que très peu d'accidents depuis sa création, dont ci-dessous les 5 plus importants :
- 25 décembre 1952 ; Iran Air Douglas Douglas DC-3; Téhéran, Iran : 27 morts et 2 survivants.
- 21 janvier 1980 ; Iran Air Boeing 727 ; près de Téhéran, Iran : L'avion s'est écrasé dans une tempête de neige à l'approche de l'aéroport de Téhéran. Les 8 membres d'équipage et les 120 passagers ont été tués.
- Le 3 juillet 1988, le vol 655 de Iran Air volait sur le Golfe Persique allant de Bandar Abbas à Dubaï. Selon la version américaine des événements, le croiseur naval américain "USS Vincennes" a pris l'avion de ligne pour un avion de chasse iranien et l'a abattu avec deux missiles, tuant les 16 membres de l'équipage et les 274 passagers de 6 nationalités différentes. L'Iran considère toujours cet accident comme un "acte de barbarie contre la nation". Les États-Unis ont dédommagé financièrement les proches des victimes après que l’Iran se soit pourvu devant une juridiction internationale. Quelques mois après, les membres de l'équipage naval américain ont reçu des médailles de reconnaissance et ont été nommés "héros" pour avoir protégé la "sécurité américaine". Un journaliste américain a pu prouver que le navire de guerre américain se trouvait quatre kilomètres à l'intérieur des eaux territoriales iraniennes au moment où les missiles ont été lancés.
- Le 2 janvier 2008 un Fokker 100 de Iran Air (EP-IDB) avec 100 passagers à bord dérape sur la piste de l'aéroport de Téhéran (Mehrabad) après que son aile a pris feu lors du décollage. Le pilote a eu le réflexe de vider tout le kérosène de l'appareil vers des montagnes se situant près de l'aéroport. Il fait atterrir ensuite l'avion d'urgence et est accueilli en héros. Par chance, aucun mort ou blessé dans cet accident.
- Le 9 janvier 2011, un Boeing 727 de Iran Air avec 105 personnes à bord s'écrase dans la ville d'Orumiyeh, près de la frontière turco-iranienne. Il y a eu 77 morts et 28 survivants.